# 2014年日本グランプリ (4輪)
2014年日本グランプリは、2014年のF1世界選手権第15戦として、2014年10月5日に鈴鹿サーキットで開催された。正式名称はFIA FORMULA 1 WORLD CHAMPIONSHIP JAPANESE GRAND PRIX SUZUKA 2014。

## 概要
メルセデスのチームメイト同士のチャンピオン争いは、前戦シンガポールGPでニコ・ロズベルグがリタイアしたことにより、ルイス・ハミルトンが3点差でポイントリーダーとなり、日本GPを迎えた。
予選日の10月4日朝、現役王者のセバスチャン・ベッテルが2015年はレッドブルを離脱することがチームから発表され、パドックは驚きに包まれた。チーム代表のクリスチャン・ホーナーは、金曜日の夜にベッテルの意思を知らされたと明かし、移籍先がフェラーリであることをほぼ認めた。ベッテルの後任として、トロ・ロッソの新人ダニール・クビアトがレッドブルへ加入することも決まった。

## 予選

### 展開
ニコ・ロズベルグがポールポジションを獲得。2番手はハミルトン。3、4番手にはボッタス、マッサのウィリアムズ勢がつける。

### 結果
| Pos.                | No. | ドライバー                 | チーム                         | Q1       | Q2       | Q3       | Grid |
| ------------------- | --- | -------------------------- | ------------------------------ | -------- | -------- | -------- | ---- |
| 1                   | 6   | ニコ・ロズベルグ           | メルセデス                     | 1:33.671 | 1:32.950 | 1:32.506 | 1    |
| 2                   | 44  | ルイス・ハミルトン         | メルセデス                     | 1:33.611 | 1:32.982 | 1:32.703 | 2    |
| 3                   | 77  | バルテッリ・ボッタス       | ウィリアムズ・メルセデス       | 1:34.301 | 1:33.443 | 1:33.128 | 3    |
| 4                   | 19  | フェリペ・マッサ           | ウィリアムズ・メルセデス       | 1:34.483 | 1:33.551 | 1:33.527 | 4    |
| 5                   | 14  | フェルナンド・アロンソ     | フェラーリ                     | 1:34.497 | 1:33.675 | 1:33.740 | 5    |
| 6                   | 3   | ダニエル・リチャルド       | レッドブル・ルノー             | 1:35.593 | 1:34.466 | 1:34.075 | 6    |
| 7                   | 20  | ケビン・マグヌッセン       | マクラーレン・メルセデス       | 1:34.930 | 1:34.229 | 1:34.242 | 7    |
| 8                   | 22  | ジェンソン・バトン         | マクラーレン・メルセデス       | 1:35.150 | 1:34.648 | 1:34.317 | 8    |
| 9                   | 1   | セバスチャン・ベッテル     | レッドブル・ルノー             | 1:35.517 | 1:34.784 | 1:34.432 | 9    |
| 10                  | 7   | キミ・ライコネン           | フェラーリ                     | 1:34.984 | 1:34.771 | 1:34.548 | 10   |
| 11                  | 25  | ジャン＝エリック・ベルニュ | トロロッソ・ルノー             | 1:35.155 | 1:34.984 |          | 20   |
| 12                  | 11  | セルジオ・ペレス           | フォースインディア・メルセデス | 1:35.439 | 1:35.089 |          | 11   |
| 13                  | 26  | ダニール・クビアト         | トロロッソ・ルノー             | 1:35.210 | 1:35.092 |          | 12   |
| 14                  | 27  | ニコ・ヒュルケンベルグ     | フォースインディア・メルセデス | 1:35.000 | 1:35.099 |          | 13   |
| 15                  | 99  | エイドリアン・スーティル   | ザウバー・フェラーリ           | 1:35.736 | 1:35.364 |          | 14   |
| 16                  | 21  | エステバン・グティエレス   | ザウバー・フェラーリ           | 1:35.308 | 1:35.681 |          | 15   |
| 17                  | 13  | パストール・マルドナド     | ロータス・ルノー               | 1:35.917 |          |          | 22   |
| 18                  | 8   | ロマン・グロージャン       | ロータス・ルノー               | 1:35.984 |          |          | 16   |
| 19                  | 9   | マーカス・エリクソン       | ケータハム・ルノー             | 1:36.813 |          |          | 17   |
| 20                  | 17  | ジュール・ビアンキ         | マルシャ・フェラーリ           | 1:36.943 |          |          | 18   |
| 21                  | 10  | 小林可夢偉                 | ケータハム・ルノー             | 1:37.015 |          |          | 19   |
| 22                  | 4   | マックス・チルトン         | マルシャ・フェラーリ           | 1:37.481 |          |          | 21   |
| 107% time: 1:40.163 |     |                            |                                |          |          |          |      |

- No.13、No.25は6機目のパワーユニットを使用したため10グリッド降格

## 決勝

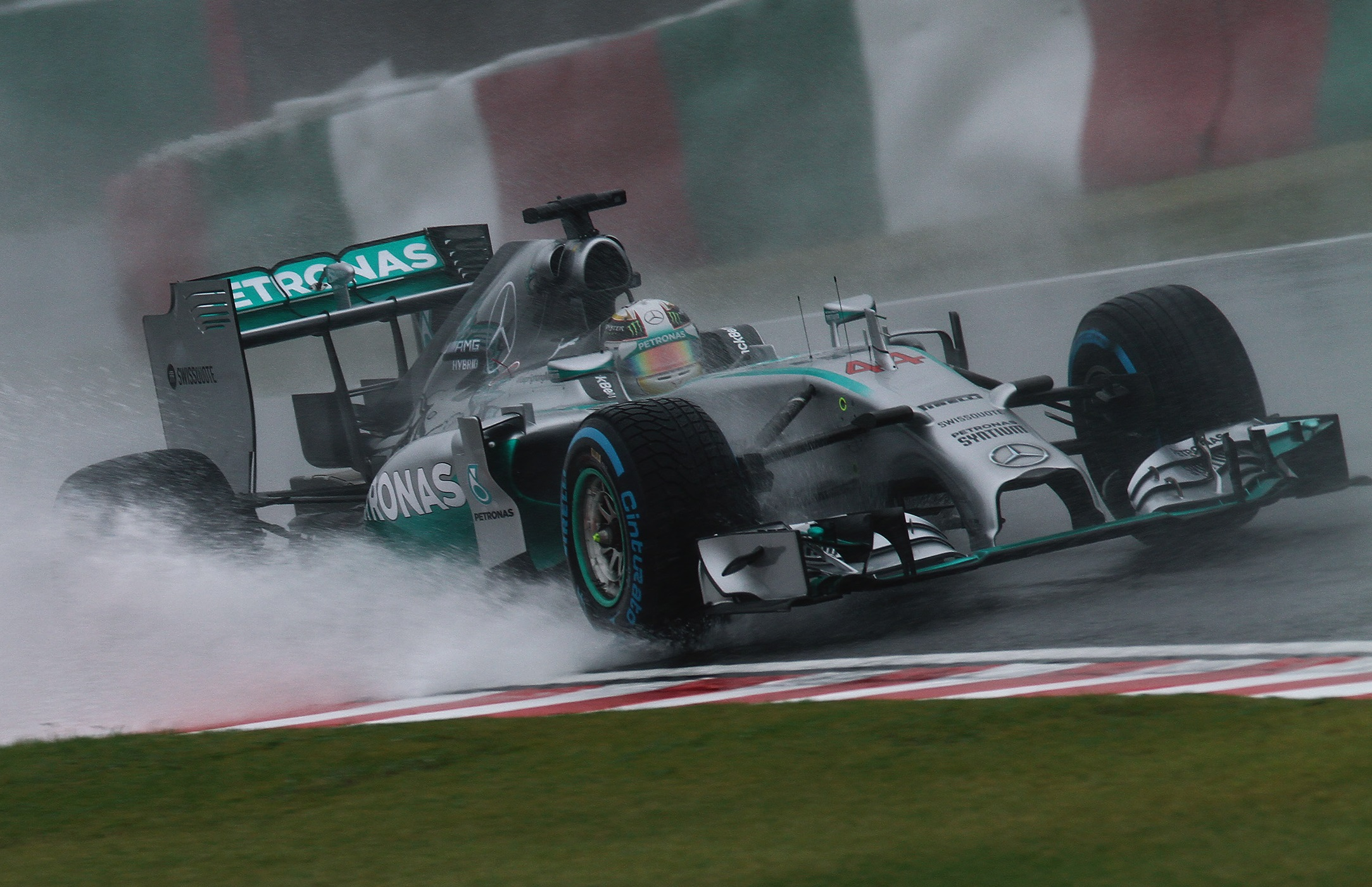
優勝者のルイス・ハミルトン

決勝当日は台風18号の接近により天候悪化が予想されていたが、スケジュール通り15時にスタートとなった。気温は19度、路面温度は23度。雨脚が強いため、全車ウェットタイヤを装着し、セーフティーカー先導によるローリングスタート方式が採られた。しかし、セーフティカー走行中の2周目に赤旗が提示され、レースは一時中断。雨が弱まるのを待って、15時25分に再びセーフティカー先導で再開された。その直後、予選5位のフェルナンド・アロンソが電気系トラブルにより早くもマシンを止めた。
9周目終了後にセーフティーカーが退出すると、本格的なレースが始まった。路面状況の変化をみてジェンソン・バトンがピットインし、浅溝のインターミディエイトタイヤに交換。そのラップタイム推移を見て他車も続々とピットインし、タイヤ交換を行った。バトンは判断が奏功し、メルセデス勢に次ぐ3番手に浮上する。また、雨用のセッティングに賭けていたレッドブル勢がペースを上げ、ウィリアムズ勢をかわして4・5番手に浮上する。
独走態勢のメルセデス勢は、先頭のニコ・ロズベルグがオーバーステアに苦しみ、2番手のルイス・ハミルトンからプレッシャーを受ける。25周目にDRSが解禁されると、29周目のホームストレートでハミルトンがDRSを使ってオーバーテイクを仕掛け、1コーナーアウト側からかわしてトップに立つ。その後、ハミルトンは僚友との差を広げ、2度目のタイヤ交換後も優位を保つ。後方ではバトンとセバスチャン・ベッテルの3位争いが白熱するが、バトンはピット作業に手間取って後退し、ダニエル・リチャルドにも抜かれて5番手に後退する。40周目を過ぎる頃には雨脚が再び強まり始め、41周目にDRS使用が禁止される。バトンはまたも早めの判断で、ウェットタイヤに履き替える。
43周目、エイドリアン・スーティルがダンロップコーナー出口でコースオフし、タイヤバリアに接触。マシン撤去作業のためこの区間に黄旗（減速・追い越し禁止）が提示される。その1周後、同じ地点でジュール・ビアンキがコースオフし、スーティルのマシンを吊り上げていた重機に衝突。この事故でビアンキは意識不明に陥り、救出車出動のためセーフティカーが出動する。他車はピットインしタイヤ交換を行うが、46周目に2度目の赤旗が提示され、44周目終了時点の順位でレースが成立した。53周予定の75%（40周）を走行し終えていたため、入賞者には通常のポイントが付与される。
優勝はハミルトン。鈴鹿初制覇となり、F1での個人通算30勝を記録し、これでロズベルグとのポイント差を10に広げた。2位はロズベルグ。原因不明のタイヤのオーバーヒートに苦しめられて、ハミルトンに抜かれてしまった。3位は9位から追い上げたベッテルで、6年連続表彰台、鈴鹿での表彰台獲得率100%をキープした。しかし、ドライバー・関係者はみなビアンキの容態を気遣い、表彰台のシャンパンファイトも控えられた。

### 結果
| Pos. | No. | ドライバー                 | チーム                         | 周回数 | タイム/リタイア | Grid | Pts. |
| ---- | --- | -------------------------- | ------------------------------ | ------ | --------------- | ---- | ---- |
| 1    | 44  | ルイス・ハミルトン         | メルセデス                     | 44     | 1:51:43.021     | 02   | 25   |
| 2    | 06  | ニコ・ロズベルグ           | メルセデス                     | 44     | 000+9.180       | 01   | 18   |
| 3    | 01  | セバスチャン・ベッテル     | レッドブル・ルノー             | 44     | 00+29.122       | 09   | 15   |
| 4    | 03  | ダニエル・リチャルド       | レッドブル・ルノー             | 44     | 00+38.818       | 06   | 12   |
| 5    | 22  | ジェンソン・バトン         | マクラーレン・メルセデス       | 44     | +1:07.550       | 08   | 10   |
| 6    | 77  | バルテッリ・ボッタス       | ウィリアムズ・メルセデス       | 44     | +1:53.773       | 03   | 08   |
| 7    | 19  | フェリペ・マッサ           | ウィリアムズ・メルセデス       | 44     | +1:55.126       | 04   | 06   |
| 8    | 27  | ニコ・ヒュルケンベルグ     | フォースインディア・メルセデス | 44     | +1:55.948       | 13   | 04   |
| 9    | 25  | ジャン＝エリック・ベルニュ | トロロッソ・ルノー             | 44     | +2:07.638       | 20   | 02   |
| 10   | 11  | セルジオ・ペレス           | フォースインディア・メルセデス | 43     | +1 Lap          | 11   | 01   |
| 11   | 26  | ダニール・クビアト         | トロロッソ・ルノー             | 43     | +1 Lap          | 12   |      |
| 12   | 07  | キミ・ライコネン           | フェラーリ                     | 43     | +1 Lap          | 10   |      |
| 13   | 21  | エステバン・グティエレス   | ザウバー・フェラーリ           | 43     | +1 Lap          | 15   |      |
| 14   | 20  | ケビン・マグヌッセン       | マクラーレン・メルセデス       | 43     | +1 Lap          | 07   |      |
| 15   | 08  | ロマン・グロージャン       | ロータス・ルノー               | 43     | +1 Lap          | 16   |      |
| 16   | 13  | パストール・マルドナド     | ロータス・ルノー               | 43     | +1 Lap          | 22   |      |
| 17   | 09  | マーカス・エリクソン       | ケータハム・ルノー             | 43     | +1 Lap          | 17   |      |
| 18   | 04  | マックス・チルトン         | マルシャ・フェラーリ           | 43     | +1 Lap          | 21   |      |
| 19   | 10  | 小林可夢偉                 | ケータハム・ルノー             | 43     | +1 Lap          | 19   |      |
| 20   | 17  | ジュール・ビアンキ         | マルシャ・フェラーリ           | 41     | クラッシュ      | 18   |      |
| 21   | 99  | エイドリアン・スーティル   | ザウバー・フェラーリ           | 40     | クラッシュ      | 14   |      |
| Ret  | 14  | フェルナンド・アロンソ     | フェラーリ                     | 02     | 電気系          | 05   |      |

- レース中のクラッシュにより46周目に赤旗掲示、そのまま終了となり44周目の順位で確定
- No.13はピットレーンのスピード違反のため20秒加算ペナルティ

ラップリーダー
- ニコ・ロズベルグ(1-12,15-28)
- ルイス・ハミルトン(13-14,29-44)

## レース後
43周目にクラッシュしたジュール・ビアンキは終了後に三重県立総合医療センターに救急車で搬送され硬膜下血腫を取り除くための緊急手術が行われたがその後も意識は戻らず、家族からびまん性軸索損傷を負っていることが発表された。ビアンキは人工昏睡状態におかれ同病院で治療が継続されたが、自発呼吸の回復とバイタルサインの安定が認められた事から母国への移送ができると判断、11月19日にフランス・ニースのニース大学付属病院に転院した。
しかし、転院後も意識は戻らず、2015年7月17日夜に同病院にて死去した。F1グランプリにおけるドライバーの死者は1994年サンマリノGPのアイルトン・セナとローランド・ラッツェンバーガー以来21年ぶり、その他のF1マシンドライブ中でも2013年のマリーア・デ・ヴィロタ以来となった。

## 第15戦終了時点でのランキング
|   | 順位 | ドライバー             | ポイント |
| - | ---- | ---------------------- | -------- |
|   | 1    | ルイス・ハミルトン     | 266      |
|   | 2    | ニコ・ロズベルグ       | 256      |
|   | 3    | ダニエル・リカルド     | 193      |
| 1 | 4    | セバスチャン・ベッテル | 139      |
| 1 | 5    | フェルナンド・アロンソ | 133      |

|  | Pos. | Constructor                     | Points |
|  | ---- | ------------------------------- | ------ |
|  | 1    | メルセデス                      | 522    |
|  | 2    | レッドブル-ルノー               | 332    |
|  | 3    | ウィリアムズ-メルセデス         | 201    |
|  | 4    | フェラーリ                      | 178    |
|  | 5    | フォース・インディア-メルセデス | 122    |